# Руська Каса (товариство)
«Руська Каса» — ощадне й позичкове товариство з обмеженою порукою на Буковині (кін. ХІХ - поч. ХХ ст.ст.).

## Створення товариства
У другій половині XIX ст. в Австро-Угорській імперії було запроваджено низку реформ, зокрема і в аграрній сфері. Водночас, цей період характеризувався шаленим дифіцитом обігових коштів. У зв'язку з цим у країні почала діяти пргограма, за якою було створено цілу низку кредитно-банківських установ, в т.ч. на Буковині.

Однак простому селянину чи незаможному українцю отримати кредит в подібних установах було практично не реально. А якщо одиницям і вдавалося, то відстотки для них були просто грабіжницькі - від 24 до 200% [4].
У зв'язку з такою ситуацією, виникла нагальна необхідність створення ощадного і позичкового товариства для задоволення економічних потреб українців Буковини.

1896-го р. з ініціативи Іларія Окуневського у Чернівцях було засновано «Руську Касу».

## Діяльність товариства
Товариство діяло при «Руському Народному Домі». Головою кредитного об'єднання став Єротей Пігуляк, а членами правління − Осип Маковей, Степан Смаль-Стоцький, Володимир Ясеницький [2].

До «Руської Каси» вступило спочатку 26 членів із 35 паями. Засновниками товариства було вирішено надавати кредити під 7 %, що в той час було на Буковині справою нечуваною. Станом на 1913 рік кредитне об'єднання нараховувало близько 1563 члена. 
Багаторічним керівником «Руської Каси» був С.Смаль-Стоцький, який щоправда не мав належної фахової економічної підготовки. На початку XX ст. товариство почало занепадати (як і інше дітище С.Смаль-Стоцького - «Селянська каса»). Проблеми з цими кредитними установами стали причиною конфлікту між д-ом Смаль-Стоцьким та Миколою Васильком, який нещадно критикував його діяльність. Наслідком конфронтації стало складання Степаном Смаль-Стоцьким в 1911 році мандата посла Буковинського крайового сейму, й розкол у народовому таборі Буковини [5].

## Ліквідація
Під час Першої світової війни «Руська Каса» із зрозумілих причин не функціонувала. У після-воєнний період були спроби відновити її роботу у повному обсязі. Проте, через окупацію Буковини Румунським королівством це зробити не вдалося. В 1924 році ледь животіючу установу було реарганізовано на акційну спілку «Кредитовий Банк», яку незабаром ліквідувала окупаційна влада [1].